# Spherillo brevicauda
Spherillo brevicauda är en kräftdjursart som först beskrevs av Dollfus 1907.  Spherillo brevicauda ingår i släktet Spherillo och familjen Armadillidae. Inga underarter finns listade i Catalogue of Life.